# Cladosporium molle
Cladosporium molle är en svampart som beskrevs av Cooke 1878. Cladosporium molle ingår i släktet Cladosporium och familjen Davidiellaceae.   Inga underarter finns listade i Catalogue of Life.